# Констанция Французская (графиня Шампани)
Конста́нция Францу́зская (фр. Constance de France, 1078, Реймс — 14 сентября 1126) — французская принцесса, дочь короля Филиппа I, первая графиня Шампани (ок. 1094—1104) и первая княгиня Антиохии (1106—1111). Регентша Калабрии и Апулии в 1111—1120 годах.

## Биография

### Ранние годы
Родилась в 1078 году, была дочерью Филиппа I Французского от первой жены Берты Голландской. Развод её родителей послужил поводом для папского интердикта, наложенного на всю Францию. Сведений о юности Констанции нет, первые упоминания о ней относятся к её первому замужеству.

### Первое замужество
Примерно в 1094 году была выдана замуж за Гуго I, графа Шампанского. Целью этого брака было привлечение на сторону французской короны рода де Блуа, однако достичь её не удалось, к тому же единственный сын Гуго и Констанции, Манассия, умер, ещё не выйдя из детского возраста, в 1102 году.
25 декабря 1104 года брак Гуго и Констанции был аннулирован в Суассоне по настоянию Ива Шартрского по причине кровного родства.

### Второе замужество

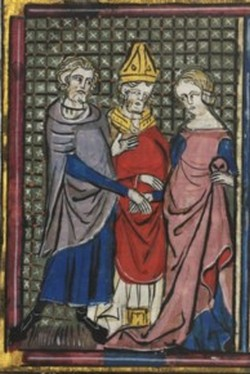
Свадьба Боэмунда и Констанции

Весной 1106 года в Шартре был заключён брак между Констанцией и Боэмундом I, князем Тарентским и Антиохийским, который в это время пытался найти союзников в войне с Византией и гостил при французском дворе. Этот союз ещё сильнее укрепил влияние Боэмунда и вызвал панику среди его противников на Востоке, которые опасались, что окажутся втянуты в войну с Францией. Примерно в то же время другая дочь Филиппа I, Сесилия, вышла замуж за племянника Боэмунда Танкреда.
Вскоре после этого Боэмунд отплыл на Балканы, чтобы возобновить войну с Алексеем Комнином, а Констанция прибыла в Апулию, где родила сына Боэмунда, наследника Антиохии и Тарентского княжества. Боэмунд вернулся в Италию после поражения в войне с византийцами; уставший и сломленный, он умер в 1111 году и был погребён в городе Каноза-ди-Пулья.

### Регентство
По малолетству сына Констанция была признана регентшей Апулии и Калабрии, итальянских владений Боэмунда, однако её право было оспорено Гримоальдом, сеньором Бари, который захватил её в плен и держал в заточении до 1120 года. Благодаря вмешательству Рожера II Сицилийского Констанция получила свободу, но ей пришлось передать власть сыну и отказаться от претензий на правление.
Констанция умерла 14 сентября 1126 года, после чего её сын Боэмунд отправился на Восток, чтобы вступить во владение Антиохией.

### Браки и дети
- Первый муж: Гуго I Шампанский, сын от первого брака: Манассия (†1102).
- Второй муж: Боэмунд Тарентский, сын от второго брака: Боэмунд.